# Boldklubben Hero
Boldklubben Hero var en dansk fodboldklub hjemmehørende i Gladsaxe i København. 

## Historie
Klubben blev grundlagt i den 12. maj 1932 i Borgernes Hus på Søborg Hovedgade. Klubben blev oprindeligt tilmeldt Arbejdernes Boldspil Union, men forlod denne til fordel for Københavns Boldspil Union i 1940. I forbindelse med forbundsskiftet, skiftede klubben også navn til Boldklubben Hero - navnet Hero kom fordi et medlem mente de var helte fordi de skiftede navn og tilhørsforhold, især under besættelsestiden. 23. oktober 1979 stiftedes Boldklubben Gladsaxe Hero, som en fusion mellem BK Hero og Gladsaxe Boldklub.